# Christian Strong
Christian Strong (Brampton, 29 marzo 1995) è un giocatore di football americano canadese che milita nel ruolo di quarterback, attualmente free agent.